# Provincia Warnes
Warnes es una provincia boliviana en el departamento de Santa Cruz, creada el 27 de noviembre de 1919. Tiene una superficie de 1216 km², la más pequeña del departamento, y una población de 108 888 habitantes (INE 2012). Debe su nombre al prócer argentino Coronel Ignacio Warnes, gobernador de la Republiqueta de Santa Cruz de la Sierra durante la guerra de la Independencia de Bolivia. El subgobernador de Warnes actual es el Dr Ruven Julio Rivero Arias.

## Geografía
Al noroeste limita con la provincia de Santistevan, noreste con la provincia de Ñuflo de Chaves, al sur con la provincia de Andrés Ibáñez y al oeste con la provincia de Sara. Su territorio perteneció antes a la provincia de Cercado, hoy denominada Andrés Ibáñez, y después a la provincia de Sara.
Todo el territorio se halla sobre la llanura y es por tanto uniformemente plano, pero con algunas ondulaciones.

## Demografía
De acuerdo con el censo boliviano de 2024, la población de la provincia de Warnes es de 161 311 habitantes.
La población de la provincia se ha cuadruplicado en las últimas tres décadas:
| Año  | Habitantes | Fuente |
| ---- | ---------- | ------ |
| 1992 | 38 285     | Censo  |
| 2001 | 53 231     | Censo  |
| 2012 | 108 888    | Censo  |
| 2024 | 161 311    | Censo  |

## Economía
Es una provincia dedicada en su mayoría a la agropecuaria; en su territorio funcionan varias industrias, aserraderos y en especial la planta industrializadora de leche Pil.
Forma parte con las provincias de Sara, Ichilo y Santistevan de las llamadas provincias integradas del norte. Por su territorio pasa la Ruta 4 que vincula las ciudades de Santa Cruz de la Sierra y Cochabamba.
En la jurisdicción de la provincia Warnes se encuentra el Aeropuerto Internacional Viru Viru.

## Estructura
La provincia Warnes se compone de dos municipios, los cuales son:
- Warnes
- Okinawa I